# Vorm van de Aarde
De vorm van de Aarde kan op verschillende manieren gedefinieerd worden. De meest voor de hand liggende definitie is de vorm van het aardoppervlak, de topografie met alle bergen en zeeën. Het aardoppervlak wordt gedetailleerd bestudeerd door de fysische geografie. In de geodesie wordt in plaats daarvan met modellen gerekend. Hiermee worden grote afstanden en posities precies bepaald. Maar als elke onregelmatigheid in het landschap zou worden meegerekend, zou dat zeer lange berekeningen vergen. Daarom wordt de vorm van de Aarde tot een bol of sferoïde vereenvoudigd, dat wil zeggen ruimtelijke figuren, die gemakkelijk zijn te beschrijven.
De Aarde heeft geen ideale bolvorm. Door de rotatie om haar as wordt ze enigszins afgeplat tot een sferoïde. Door deze (kleine) afplatting van de Aarde verschilt de geografische breedte met de geocentrische breedte, een verschil dat kan oplopen tot 0,19° of 22 km. Onregelmatigheden in dichtheid en structuur binnenin de Aarde zorgen er evenwel voor, dat haar precieze vorm geen perfecte sferoïde is.

## Historische concepten
In de klassieke oudheid zagen verschillende natuurfilosofen, waaronder de Grieken als Anaximander, Pythagoras, Plato en Aristoteles, maar ook de hindoeïstische astronoom Yajnavalkya, de Aarde al als een vrij in de ruimte zwevende bol. Ptolemaeus was in de eerste eeuw na Christus de eerste, die met een grid een coördinatensysteem over de Aarde legde, waarbij ook hij uitging van een bol. Het lukte de Indiase astronoom Aryabhata in de vijfde eeuw, de afmeting van de Aarde redelijk nauwkeurig te bepalen. Deze kennis werd al rond de 12e eeuw via de islamitische wereld aan Europa overgedragen.
Door het werk van Newton en Huygens werd bekend dat de Aarde een oblate sferoïde moest zijn. Dit sprak echter metingen van Cassini tegen, die naar Descartes beweerde dat de Aarde een prolate sferoïde was, de polaire as van de Aarde zou juist langer zijn dan de equatoriale. Geodetische expedities naar de poolstreken en de evenaar wezen in de 18e eeuw uit dat Newton en Huygens gelijk hadden. Zo ontdekte Bouguer tijdens een van de Franse geodetische expedities in onderkoninkrijk Peru dat de zwaartekracht onder de Andes groter is dan bij een sferoïde mag worden verwacht. Metingen door Everest bij de Great Trigonometrical Survey in Brits-Indië leverden vergelijkbare resultaten voor de Himalaya. Hieruit bleek ook dat de vorm van de Aarde geen perfecte ellipsoïde is.

## Vorm van het landschap
Bij regionale studies hoeft niet de vorm van de hele Aarde bekend te zijn. De vorm van het landschap in het betreffende gebied volstaat. Deze kan op verschillende manieren worden gedefinieerd:
1. De vorm van het aardoppervlak, of een benadering daarvan, waarbij ook de zeespiegel tot het oppervlak behoort. Het diepste punt ligt rond de -400 m bij de Dode Zee, het hoogste rond de 8900 m, in de Himalaya.
2. De vorm van het aardoppervlak zonder de zeespiegel mee te rekenen. Het diepste punt op Aarde ligt dan rond de -11 km in de Marianentrog.

In de aardrijkskunde en aardwetenschappen wordt, sinds de jaren negentig, meestal gebruikgemaakt van digitale hoogtemodellen, digital elevation models (DEMs), om de vorm van het aardoppervlak te beschrijven

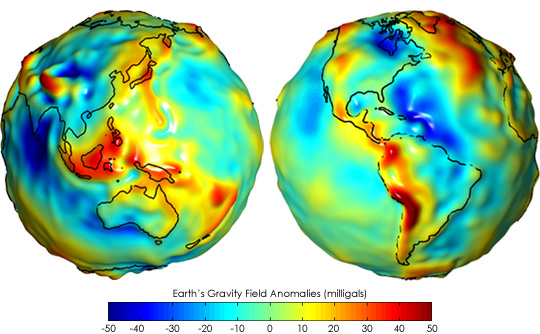
Drie-dimensionale weergave van de geoïde ten opzichte van de ellipsoïde.
hoger
lager

## Geoïde
De gravimetrie is de discipline, waarbij men het zwaartekrachtsveld zo nauwkeurig mogelijk meet. Het resultaat is de geoïde. Dit is de vorm van een hypothetische zeespiegel die de hele Aarde omvat. De hoogte van de zeespiegel wordt bepaald door het zwaartekrachtsveld van de Aarde. Dit lichaam wordt de geoïde genoemd, en wijkt af van zowel een ideale bolvorm als een ellipsoïde. De geoïde is wiskundig niet eenvoudig te beschrijven. Bij een benadering met een toelaatbare afwijking van 2 tot 4 km, zijn al meer dan 1000 variabelen nodig. Voor een toelaatbare afwijking van slechts 1 km zijn nog tienmaal zoveel variabelen nodig, waarmee de rekentijd honderdmaal groter wordt. Daarom gebruikt men meestal bol- of ellipsoïdevormige lichamen, die de geoïde zo goed mogelijk benaderen.
Desondanks wordt ook de geoïde zelf gebruikt bij specifieke toepassingen zoals in de oceanografie en de fysische geodesie. Meestal wordt dan begonnen met een ellipsoïde, waarna de geoïde wordt beschreven door de afwijking ten opzichte van die ellipsoïde op elke positie weer te geven. Die afwijking wordt met twee waarden uitgedrukt: met de loodafwijking (dat wil zeggen de hoek tussen de lijn naar het centrum van de Aarde en de normaalvector op de ellipsoïde), en met het verschil in hoogte tussen de geoïde en de ellipsoïde.

## Benaderingen van de geoïde

### Ronde Aarde
Tegenwoordig wordt nog steeds met een perfecte bolvorm gerekend, als een afwijking kleiner dan 10 km voldoende nauwkeurig is. De bol heeft daarbij als straal de gemiddelde straal van de Aarde, namelijk 6370 km.
Vanwege de afplatting van de Aarde is de bolvorm echter niet ideaal. Deze afplatting wordt veroorzaakt door de rotatie van de Aarde en betekent in de praktijk dat de straal van de Aarde bij de polen ongeveer 21 km kleiner is dan bij de evenaar, te weinig om vanuit de ruimte te kunnen zien. Behalve de afplatting zijn er ook kleinere regionale afwijkingen van de bolvorm, die door de interne structuur en dichtheidsverschillen in de Aarde worden veroorzaakt. Deze regionale afwijkingen kunnen tussen 14 km naar beneden en 8 km naar boven liggen.
Door een kleinere straal te nemen (6368 km), wordt de gemiddelde afwijking van de bolvorm kleiner, maar tegelijkertijd worden oppervlakte en volume daarmee veel kleiner dan in werkelijkheid. Een bol met hetzelfde volume als de Aarde zou een straal van 6371,0 km hebben.
Bij bijvoorbeeld GPS is een bolvorm vanwege de afwijking van 10 km ongeschikt. Zelfs voor het samenstellen van een eenvoudige atlas is een tien keer kleinere afwijking nodig, laat staan voor het bepalen van nauwkeurige geografische coördinaten.

### Referentie-ellipsoïde
De evenaar is een grootcirkel, dus kan de vorm van de Aarde door een sferoïde worden benaderd. Toch worden sferoïde en ellipsoïde naast elkaar gebruikt.
Een sferoïde of ellipsoïde voldoet in de meeste gevallen om de vorm van de Aarde te beschrijven. De zogenaamde referentie-ellipsoïde kan met twee halve assen worden beschreven: de equatoriale straal en de polaire straal. Omdat er verschillen in de kromming van het aardoppervlak zijn, hangt de beste referentie-ellipsoïde van de positie op Aarde af, waarvoor de berekeningen gedaan worden. Voorbeelden van referentie-ellipsoïden zijn de ellipsoïde van Bessel en de ellipsoïde van Hayford. Bij GPS worden de modellen GRS 80 en WGS 84 gebruikt, die evenwel regionaal meer kunnen afwijken van een geoïde, maar over de hele wereld genomen betere benaderingen zijn.
Door de vorm van een sferoïde is het polaire massatraagheidsmoment van de Aarde niet exact gelijk aan dat van een bol.